# Церковь Казанской иконы Божией Матери (Грайвороны)
Храм Казанской иконы Божией Матери (Казанская церковь) — приходской православный храм в селе Грайвороны городского округа Коломна Московской области. Построен в 1854 году. Входит в состав 3-го Коломенского благочиния Коломенской епархии Русской православной церкви. Здание храма является объектом культурного наследия и находится под охраной государства.

## История строительства храма

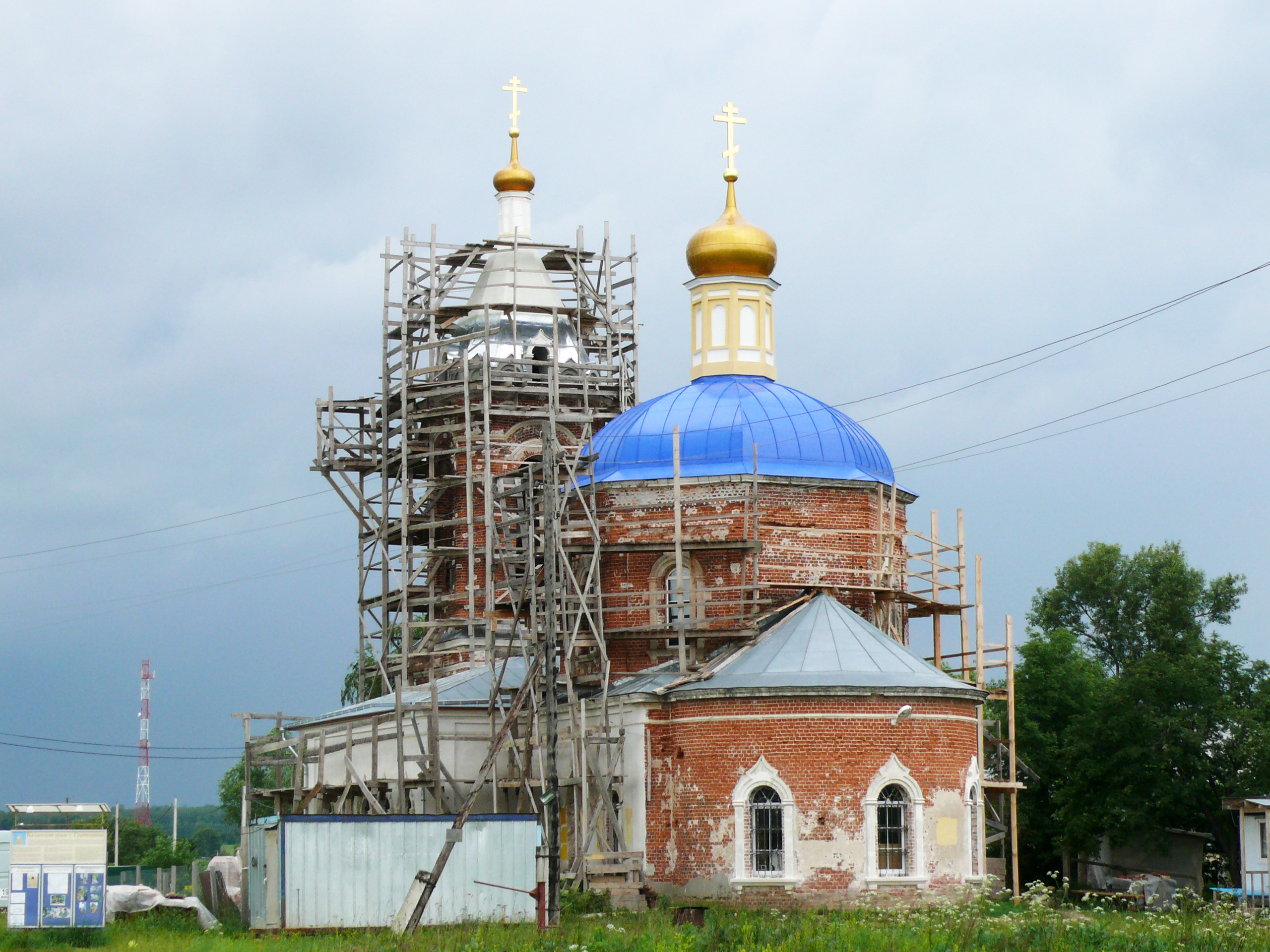
Восстановление храма

Деревянная церковь во имя Святого великомученика Георгия в селе Грайвороны вблизи впадения речки Ольховки в речку Коломенку существовала уже в первой половине XVIII века. К данному приходу относились д. Туменская, с. Ледово, с. Бузуково, с. Липитино и с. Доманово. В 1779 году на пожертвования прихожан была построена новая деревянная церковь также наречённая во имя великомученика Георгия.
В 1818 году помещица села Грайворон порутчица Катерина Ивановна Норова составила завещание, по которому поручала «…из благоприобретенного денежного капитала выстроить в с. Грайворон каменную церковь во имя Казанской Божией Матери, и с колокольнею, не менее существующей в оном селе деревянной церкви, и по выстройке и обштукатурении украсить к благолепию хорошим новым иконостасом и образами и прочим».
В феврале 1850 года священнослужители и прихожане храма обратились за разрешением возвести церковь. 5 декабря 1850 года храмозданная грамота была выдана и началось строительство. В 1854 году строение было возведено. Позже старую деревянную церковь разобрали, иконостас также демонтировали, а иконы были перенесен в каменный храм. Храм имел три придела — в честь Казанской иконы Божией Матери, во имя великомученика Георгия Победоносца и святителя Николая Чудотворца.
После Октябрьской революции церковь продолжала работать до марта 1934 года, когда согласно решению Мособлисполкома строение было переоборудовано и передано под нужды клуба. В 1975 году был составлен паспорт на памятник архитектуры, но к тому времени была утрачена кровля над трапезной, а здание церкви не использовалось, конструкции потолков находились в аварийном состоянии, ограда вокруг храма была похищена.

## Современное состояние
В 1994 году строение церкви Казанской Божией Матери было возвращено православной общине, начались работы по восстановлению храма. С 2001 года в храм, в главном приделе в честь Казанской иконы Божией Матери, проходят регулярные службы.
В 2014 году рядом с церковью был благоустроен святой источник во имя Казанской иконы Божией Матери. Проведены работы по устройству купели.
Казанский храм является памятником архитектуры регионального значения на основании постановления Правительства Московской области № 84/9 от 15 марта 2002 года.